# Sebastiano Crinò
Sebastiano Crinò (Barcellona Pozzo di Gotto, 29 novembre 1877 – Firenze, 3 maggio 1955) è stato un geografo italiano.

## Biografia
Sebastiano Crinò nacque in una modesta famiglia, che tuttavia riuscì a garantire a lui e al fratello un’istruzione universitaria. Frequentò le scuole elementari e ginnasiali (le attuali medie) a Barcellona, poi il Liceo Maurolico a Messina e quindi la Facoltà di Lettere dell’Università degli studi di Messina. Nelle sue Memorie afferma di aver seguito con passione le lezioni tenute in quell’ateneo da Giovanni Pascoli e di aver pensato di dedicarsi alla lingua e letteratura italiana. Ben presto, tuttavia, sotto l’influenza del professor Cosimo Bertacchi, decise di indirizzarsi agli studi di geografia. Si laureò in Lettere il 3 novembre 1901, discutendo una tesi dal titolo Distribuzione geografica degli uomini insigni della Sicilia.
Iniziò subito a insegnare Lettere all’Istituto nautico e alla Scuola normale femminile pareggiata di Messina; nel 1902 passò al Ginnasio inferiore di Girgenti (Agrigento) e l’anno successivo al Ginnasio superiore della stessa città.
Nel tempo libero dall’insegnamento Crinò si dedicava a studi di topografia e di geografia storica del territorio siciliano. Nella Biblioteca Lucchesiana di Girgenti ritrovò, in pessimo stato di conservazione, alcuni documenti di interesse geografico, tra i quali un portolano del XVII secolo, e ne informò la Società geografica italiana nel congresso di Napoli del 1905, conquistando l’attenzione di Gustavo Uzielli e di Giuseppe Pitrè.
Il giovane studioso si interessò anche alle caratteristiche del suolo e ai fenomeni geologici, studiando le macalube, cioè i vulcani di fango che si trovano nei pressi della Valle dei Templi, e la geografia dei Monti Erei.
Il lavoro che Crinò considerava più significativo in quel primo periodo della sua carriera è la realizzazione della Carta fito-antropica dell’Etna che, a giudizio di Annibale Riccò, professore di astronomia all’Università di Catania e direttore del locale Osservatorio astronomico, dette inizio a un nuovo programma di studio metodico dell’Etna.
Nel 1907 Crinò ottenne la libera docenza in Geografia all'Università di Palermo e aprì il suo corso con una prolusione dal titolo Metodologia potamica in rapporto specialmente ai fiumi della Sicilia.
Nel 1908 sposò a Firenze Sofia De Trombetti, figlia di un ufficiale di Stato maggiore dell’Esercito, che si trovava a Girgenti come istitutrice presso una famiglia facoltosa.
Crinò fu trasferito all’Istituto tecnico di Terni. La sua presa di posizione a favore della guerra libica (la Guerra italo-turca del 1911) durante una lezione generò violente reazioni tra il personale docente, in seguito alle quali fu inviato a Lucera, dove, sotto gli auspici dell’on. Salandra, fondò e diresse la Scuola normale femminile. Qui, nel febbraio 1912, nacque la primogenita Anna.
Dietro sua richiesta, fu trasferito di nuovo in Sicilia, a Catania, dove insegnò sia all’Istituto tecnico che all’università e dove nacque la secondogenita Beatrice.
Cedendo alle pressioni della moglie Sofia, che voleva tornare a Firenze, Crinò partecipò nel 1914 al concorso per l’insegnamento della geografia all'Istituto Magistrale Superiore Capponi, ottenendo la cattedra nel 1915. A Firenze iniziò la sua attività come autore di testi scolastici di geografia e pubblicò con l’editore Trevisini di Milano diversi manuali che ebbero un buon successo editoriale. Tenne anche, per cinque anni, un corso di geografia all'Istituto Agricolo Coloniale di Firenze.
La guerra in corso stava risvegliando in Italia l’interesse per la geografia, anche per i risvolti politici legati alle operazioni militari e alle prospettive coloniali del Paese. Nell’ambito del dibattito sull’impostazione dei nuovi programmi di studio della geografia nelle scuole, Crinò fondò la Rivista di geografia didattica, che fin dai primi numeri ospitò contributi di autorevoli geografi, come Olinto Marinelli e Roberto Almagià.
Nel dopoguerra, su invito di diverse case editrici, Crinò pubblicò carte geografiche per le scuole e manuali di cartografia semplificati per gli istituti tecnici. Per conto della Società geografica italiana condusse studi sulle frane della Sicilia e, insieme a Marinelli, studiò i profili altimetrici di alcune vette delle Madonie, individuando nel Pizzo Conserva la cima più alta (non vulcanica) della Sicilia.
Nel dicembre del 1924 gli fu affidata, per incarico, la cattedra di Geografia all’Università Cattolica di Milano e all’Istituto superiore di Magistero a Firenze. Nello stesso periodo pubblicò il volume I porti d’Italia, in cui descriveva le strutture portuali della Penisola, analizzandone le potenzialità come punti di collegamento tra i trasporti marittimi e terrestri, quella che con termini moderni chiameremmo intermodalità.
Dal 1925 Crinò dedicò gran parte del suo tempo alla stesura di libri di geografia per le scuole, atlanti di geografia economica e atlanti storici: pubblicazioni di grande successo su cui si sono formate generazioni di studenti e dal 1928 al 1930 fu professore incaricato di Geografia all'Università degli studi di Cagliari
Non abbandonò tuttavia gli studi di storia della geografia. Nel 1941, in un articolo su L’Universo, rivista dell'Istituto Geografico Militare, annunciò di aver identificato nel Portolano no. 1 della Biblioteca Nazionale Centrale di Firenze, proveniente dalla Biblioteca Palatina, la carta utilizzata da Cristoforo Colombo per il viaggio verso il Nuovo Mondo. La scoperta suscitò grande interesse tra gli studiosi, ma anche forti dubbi, e dette origine a roventi polemiche. Una perizia fatta eseguire nel 2010 dalla Biblioteca Nazionale di Firenze non conferma né smentisce l’attribuzione della carta a Paolo dal Pozzo Toscanelli, ma stabilisce, come sostenuto da Crinò, che fu disegnata nel 1457, quando Toscanelli era la massima autorità nel campo della geografia a Firenze.
Il punto di vista di Sebastiano Crinò sulla navigazione di Colombo verso le Indie è sviluppato nel libro Come fu scoperta l’America, edito da Ulrico Hoepli nel 1943. Purtroppo i magazzini dell’editore, in cui si trovavano le copie fresche di stampa, furono distrutti da un bombardamento; del libro esistono quindi pochissime copie, una delle quali è conservata nella Biblioteca del Museo Galileo. Negli anni successivi Crinò aggiornò e migliorò i suoi testi scolastici, che continuarono ad essere adottati ben oltre la sua morte.
Il Comune di Barcellona Pozzo di Gotto ha voluto ricordare il suo concittadino dedicandogli una via.

## Biblioteca
Una piccola raccolta di opere di carattere storico-scientifico provenienti dalla biblioteca personale di Sebastiano Crinò è stata donata dagli eredi, nel 2021, alla Biblioteca del Museo Galileo, che custodisce, fra l’altro, tre portolani studiati e descritti da Crinò: un planisfero del grande cartografo portoghese Lopo Homem del 1554, una carta nautica del Mediterraneo, del Mar Nero e delle coste atlantiche europee di Giacomo Maggiolo del 1565 e una carta dell’India meridionale e di Ceylon databile al periodo 1685-1700. Inoltre nel Museo Galileo è esposta una riproduzione fotografica del Mappamondo di Fra' Mauro, a cui Crinò si era dedicato nei suoi studi.

## Opere

### Opere principali
- Una questione di topografia antica: nuovo disegno in ordine alla posizione topografica di Akragas, in Atti del V Congresso geografico italiano tenuto in Napoli dal 6 a 11 aprile 1904, Napoli, Tocco & Salvietti, 1905
- Un portolano inedito della prima metà del secolo XVII, in Atti del V Congresso geografico italiano, Napoli, Tocco & Salvietti, 1905
- Le mappe geografiche della Battaglia di Lepanto, in  "Archivio storico messinese”, 6, 1-2, 1905
- La Carta di Sicilia di Agatino Daidone e notizie di cartografia siciliana tratte dai manoscritti della Biblioteca comunale di Palermo e della Fardelliana di Trapani, in “Rivista di Geografia Italiana”, 12, fasc. 9-10, 1905
- L'Etna: saggio antropogeografico, in  “Atti della R. Accademia Peloritana”, 22, 1, 1907
- Una frana a Monte Sara causata da vulcani di fango, in “Bollettino della Società geografica Italiana”, 4, 1908
- La Meridiana della Cattedrale di Messina e cenni sulla gnomonica in Sicilia nei secoli XVII e XVIII, in “Rivista geografica Italiana”, 13, 3, 1911
- Per uno studio geografico delle frane in Sicilia, in Atti del settimo Congresso geografico italiano tenuto in Palermo dal 30 aprile al 6 maggio 1910, Palermo, Stabilimento tipografico Virzi, 1911
- Genesi e sviluppo della scienza cartografica, in “Bollettino della Reale società geografica italiana”, 5, 1914
- Distribuzione geografica delle frane in Sicilia e periodi di maggior frequenza dei franamenti, in “L’Universo”, 2, 6, 1921
- Tipi di frane della Sicilia, in  Atti del VIII Congresso geografico italiano tenuto in Firenze dal 29 marzo al 6 aprile 1921, Firenze, Istituto di edizioni artistiche Fratelli Alinari, 1922, vol. 2
- La frana di San Fratello, “Rivista geografica Italiana”, 39, 1922
- I porti del lembo più meridionale della Sicilia in rapporto con le comunicazioni con la Libia,in  “Rivista geografia italiana”, 39, 1922
- Come si coltivava la canna da zucchero in Sicilia, in “Agricoltura coloniale”, 17, 1923
- Importanza della cotonicultura siciliana per la soluzione del problema cotoniero nazionale, in “Bollettino della Reale società geografica italiana”, 30, 1924
- I porti d’Italia e delle sue colonie, Roma, Ministero della Marina, 1924
- I porti d’Italia, Firenze, Vallecchi, 1925
- Il Porto di Marina di Carrara, in “Bollettino della Reale società geografica italiana”, fasc. 10-12, 1925
- Leggenda e storia sulla nazionalità di Cristoforo Colombo e sulla scoperta dell’America, in  “Rivista marittima”, 1925
- La regione dello stretto di Messina: saggio di monografia antropogeografica,in  “Rivista Marittima”, 1926
- Sprazzi di luce sulla questione riguardante Cristoforo Colombo corsaro, in “Rivista di cultura marinara”, 1930
- Le frane della Sardegna, in “L’ingegnere”, 1930
- Schizzi cartografici inediti dei primi anni della scoperta dell’America, Roma, Ministero della Marina, 1930
- Un astuccio della prima metà del sec. XVII con quattro carte da navigare costruite per la marina medicea dell’Ordine di Santo Stefano, in “Rivista Marittima”, 1931
- Portolani manoscritti e carte da navigare compilati per la marina medicea: : I. I portolani di Bernardo Baroncelli, suppl. a: “Rivista marittima”, 1931
- La prima carta corografica inedita del Giappone portata in Italia nel 1585 e rinvenuta in una filza di documenti riguardanti il commercio dei Medici nelle Indie Orientali, in “Rivista marittima”, 1931
- Carte del Giappone del secolo 17. derivate dalle carte dei cartografi giapponesi e carte del Giappone inedite dello stesso secolo disegnate da cartografi olandesi, Roma, Ministero della Marina, 1932
- Definizioni geografiche inedite di Galileo Galilei, in “Rivista di geografia”, 12, n.s., n. 3, 1932
- Metodi costruttivi ed errori nelle Carte da Navigare: a proposito di un gruppo di carte della Biblioteca Olschki, in “Bibliofilia”, 34, 1932
- Portolani manoscritti e carte da navigare compilati per la marina medicea, II: Le carte da navigare conservate nel Museo degli strumenti antichi di Firenze e la carta di Lopo Homem posseduta dal Duca
- Salviati di Migliarino, Pisa, suppl. a: "Rivista marittima", 1932
- Portolani manoscritti e carte da navigare compilati per la marina medicea, III: Tre atlanti da navigare inediti conservati nella Biblioteca dell'Istituto di fisica di Arcetri, Firenze, suppl. a: "Rivista marittima", 1932
- Carte e piante inedite del secolo XVII riguardanti l’Isola di Ceylon rinvenute nel Palazzo Pitti, nel Museo degli strumenti antichi di Firenze e nel British Museum di Londra, in “Bibliofilia”, 36, 1932
- L’atlante inedito di Francesco Roselli e la sua importanza nell’evoluzione cartografica del periodo delle grandi scoperte, in Comptes rendus du Congres international de geographie: Amsterdam, 1938, Leiden, Brill, 1938, vol. 2
- La scoperta della carta originale di Paolo dal Pozzo Toscanelli che servì di guida a Cristoforo Colombo per il viaggio verso il Nuovo Mondo, in “L’Universo”, 22, 1941
- Come fu scoperta l’America: a proposito della identificazione della carta originale di Paolo dal Pozzo Toscanelli la cui copia servì di guida a Cristoforo Colombo per il viaggio verso il nuovo mondo, Milano, Hoepli, 1943

### Testi scolastici
- La geografia nelle scuole normali, 2. ed., Milano, L. Trevisini, 1922
- La geografia nelle scuole complementari, Milano, L. Trevisini, 1922
- La geografia nelle scuole tecniche, Milano, L. Trevisini, 1922
- La geografia nel Liceo moderno, Milano, L. Trevisini, 1922
- La geografia nel Ginnasio moderno, Milano, L. Trevisini, 1922
- La geografia nel Ginnasio inferiore, Milano, L. Trevisini, 1922
- La geografia nel Ginnasio superiore, Firenze, Le Monnier, 1924
- Geologia e geografia per i licei classici e scientifici e per gl’istituti tecnici, Firenze, Le Monnier, 1924
- L’immagine del Mondo: corso di geografia per le scuole elementari, Firenze, Vallecchi, 1928
- Testo atlante di storia antica per il ginnasio superiore, Roma, Società editrice Dante Alighieri, 1946

### Altri contributi
- Guida illustrata di Girgenti pubblicata a cura dell’Associazione italiana movimento dei forestieri, Girgenti, Premiata stamperia Montes, 1911
- Atlante storico con testo esplicativo, vol. I: Evo antico, vol. II: Evo moderno, vol. III: Evo contemporaneo, Milano, Società editrice Dante Alighieri, 1952